# Afrikanska mästerskapen i taekwondo 2023
Afrikanska mästerskapen i taekwondo 2023 arrangerades mellan den 5 och 6 november 2023 i Abidjan i Elfenbenskusten.

## Resultat

### Herrar
| Gren   | Guld                             | Silver                          | Brons                               |
| –54 kg | Mahamadou Amadou Niger           | Abdoullah Omri Tunisien         | Lassina Doumbia Burkina Faso        |
| –54 kg | Mahamadou Amadou Niger           | Abdoullah Omri Tunisien         | Moataz Asem Egypten                 |
| –58 kg | Nouridine Issaka Niger           | Issa Diakité Elfenbenskusten    | Osamah Amtawaa Libyen               |
| –58 kg | Nouridine Issaka Niger           | Issa Diakité Elfenbenskusten    | Souleymane Ndoye Senegal            |
| –63 kg | Mohamed Khalil Jendoubi Tunisien | Bocar Diop Senegal              | Ben Younouss Konaté Elfenbenskusten |
| –63 kg | Mohamed Khalil Jendoubi Tunisien | Bocar Diop Senegal              | Abdelbasset Wasfi Marocko           |
| –68 kg | Ahmed Nassar Egypten             | Aaron Kobenan Elfenbenskusten   | Mohamed Fofana Mali                 |
| –68 kg | Ahmed Nassar Egypten             | Aaron Kobenan Elfenbenskusten   | Edward Holland Sierra Leone         |
| –74 kg | Haitam Zarhouti Marocko          | Rami Eissa Egypten              | Hani Tebib Algeriet                 |
| –74 kg | Haitam Zarhouti Marocko          | Rami Eissa Egypten              | Ibrahim Mamoudou Togo               |
| –80 kg | Faysal Sawadogo Burkina Faso     | Seif Eissa Egypten              | Ismael Coulibaly Mali               |
| –80 kg | Faysal Sawadogo Burkina Faso     | Seif Eissa Egypten              | Youssef Boatris Marocko             |
| –87 kg | Soufiane Elasbi Marocko          | Ahmad Rawy Egypten              | Aly Yazbeck Coulibaly Burkina Faso  |
| –87 kg | Soufiane Elasbi Marocko          | Ahmad Rawy Egypten              | Moataz Iffaoui Tunisien             |
| +87 kg | Ayoub Bassel Marocko             | Mederic Angaman Elfenbenskusten | Nouhoum Diawara Mali                |
| +87 kg | Ayoub Bassel Marocko             | Mederic Angaman Elfenbenskusten | Abdullah Essam Egypten              |

### Damer
| Gren   | Guld                             | Silver                          | Brons                                   |
| –46 kg | Soukaina Sahib Marocko           | Ngoné Fall Senegal              | Leila Sharif Egypten                    |
| –46 kg | Soukaina Sahib Marocko           | Ngoné Fall Senegal              | Michelle Tau Lesotho                    |
| –49 kg | Jana Khattab Egypten             | Ikram Dhahri Tunisien           | Nabintou Koné Elfenbenskusten           |
| –49 kg | Jana Khattab Egypten             | Ikram Dhahri Tunisien           | Mame Diarra Bousso Loum Senegal         |
| –53 kg | Oumaima El Bouchti Marocko       | Bouma Coulibaly Elfenbenskusten | Mama Ndiaye Senegal                     |
| –53 kg | Oumaima El Bouchti Marocko       | Bouma Coulibaly Elfenbenskusten | Shahd Samy Egypten                      |
| –57 kg | Chaima Toumi Tunisien            | Emmanuella Atora Eyeghe Gabon   | Maimouna Konaté Mali                    |
| –57 kg | Chaima Toumi Tunisien            | Emmanuella Atora Eyeghe Gabon   | Ndeye Maty Sarr Senegal                 |
| –62 kg | Koumba Ibo Elfenbenskusten       | Meryem Khoulal Marocko          | Yacine Diop Senegal                     |
| –62 kg | Koumba Ibo Elfenbenskusten       | Meryem Khoulal Marocko          | Nadine Mahmoud Egypten                  |
| –67 kg | Ruth Gbagbi Elfenbenskusten      | Elizabeth Anyanacho Nigeria     | Safia Salih Marocko                     |
| –67 kg | Ruth Gbagbi Elfenbenskusten      | Elizabeth Anyanacho Nigeria     | Aya Shehata Egypten                     |
| –73 kg | Omayma Boumh Marocko             | Maisoun Farouk Egypten          | Abenan Jessica Dangnide Elfenbenskusten |
| –73 kg | Omayma Boumh Marocko             | Maisoun Farouk Egypten          | Urgence Mouega Gabon                    |
| +73 kg | Fatima-Ezzahra Aboufaras Marocko | Astan Bathily Elfenbenskusten   | Toka Shaaban Egypten                    |
| +73 kg | Fatima-Ezzahra Aboufaras Marocko | Astan Bathily Elfenbenskusten   | Faith Ogallo Kenya                      |